# Miroslav Bárta
Miroslav Bárta (* 25. prosince 1969 Praha) je český egyptolog, archeolog a politik. Od roku 2011 vede výzkumy archeologické lokality Abúsír (Egypt). V letech 2013–2019 byl ředitelem Českého egyptologického ústavu. Je členem Americké akademie umění a věd. Od roku 2024 působí jako senátor za obvod č. 26 – Praha 2, když byl zvolen jako nestraník za hnutí STAN s podporou TOP 09.

## Životopis
V roce 1988 Bárta maturoval na Gymnáziu Jana Nerudy v Praze. Po studiu pravěké a raně středověké archeologie na Univerzitě Karlově (ukončeno v roce 1993) dále pokračoval ve studiu egyptologie na univerzitách v Praze a v Hamburku. V roce 1997 obhájil doktorát, od roku 2003 je docentem pro obor egyptologie. V letech 2003–2004 byl držitelem Fulbrightova stipendia, University of Pennsylvania, Philadelphia. V letech 2000–2004 byl zástupcem ředitele Českého národního egyptologického centra. Roku 2009 byl jmenován profesorem egyptologie.
Kromě egyptologie, kde se mimo jiné zaměřuje na období stavitelů pyramid, historii a archeologii 3. tis. př. n. l., se také již po několik let zabývá studiem tzv. kolapsů, vzestupy a pády v mezioborové perspektivě bádání. Výsledkem jeho práce v této oblasti jsou knihy autorských kolektivů s názvy Něco překrásného se končí (2008), Kolaps a regenerace (2011) a Civilizace a Dějiny (2013). v roce 2013 se stal ředitelem Českého egyptologického ústavu; ve funkci nahradil Ladislava Bareše.
V roce 2015 působil ve správní radě think-tanku hnutí ANO 2011 Institut pro politiku a společnost. V srpnu 2015 Bárta podepsal petici Vědci proti strachu a lhostejnosti, která reagovala na protiimigrační a protimuslimské nálady v české společnosti.
V roce 2020 podepsal petici Zastavme nové formy cenzury – Petice proti omezování svobody slova na sociálních sítích od spolku Společnost pro obranu svobody projevu, která reagovala na stupňující se cenzuru konzervativních názorů na sociální sítích.

## Politická angažovanost
Ve volbách do Senátu PČR v roce 2024 kandidoval jako nestraník za hnutí STAN za koalici „STAN a TOP 09“ v obvodu č. 26 – Praha 2. V prvním kole skončil druhý, když získal 27,52 % hlasů. Ve druhém kole se utkal s předsedou hnutí MHS a kandidátem Pirátů Markem Hilšerem a zvítězil se ziskem 54,52 % hlasů.

## Ocenění
- Cena švýcarské nadace Foundation Michaela Schiff Giorgini, 2000 a 2005
- Alexander von Humboldt Stiftung fellow, Freie Universität, Berlín, 2008
- Cena rektora Univerzity Karlovy v Praze za počin roku (s M. Kovářem) za monografii Kolaps a Regenerace, 2011
- Cena Bedřicha Hrozného Univerzity Karlovy v Praze za archeologické objevy v Abúsíru a rozvoj multidisciplinárních výzkumů, 2012
- Hostující profesor na Marilyn and William K. Simpson American University v Káhiře, 2014
- Cena za nejlepší vědeckou publikací nakladatelství Academia za rok 2017
- Člen Učené společnosti ČR od roku 2018[8]
- Cena Česká hlava za rok 2019
- Od roku 2018 je členem The Explorers Club v New Yorku
- V roce 2023 byl zvolen členem American Academy of Arts and Sciences.

### Jako spoluautor
- Něco překrásného se končí: kolapsy v přírodě a společnosti. Praha: Dokořán, 2008. 256 s. ISBN 978-80-7363-197-0.
- Ostrovy zapomnění: El-Héz a české výzkumy v egyptské Západní poušti. Praha: Dokořán, 2009. 432 s. ISBN 978-80-7363-246-5.
- Kolaps a regenerace: cesty civilizací a kultur : minulost, současnost a budoucnost komplexních společností. Praha: Academia, 2011. 814 s. ISBN 978-80-2002-036-9.
- Civilizace a dějiny: historie světa pohledem dvaceti českých vědců. Praha: [s.n.], 2013. 556 s. ISBN 978-80-200-2301-8.
- Česko za sto let: čtyři rozpravy z konference Evropa a Česko 2113. Praha: Knihovna Václava Havla, 2015. 112 s. ISBN 978-80-87490-53-2.
- Povaha změny: bezpečnost, rizika a stav dnešní civilizace. Praha: Vyšehrad, 2015. 318 s. ISBN 978-80-742-9641-3.
- Lidé a dějiny: k roli osobnosti v historii v multidisciplinární perspektivě. Praha: Academia, 2017. 856 s. ISBN 978-80-200-2716-0.
- Jak dál?: Svět, Evropa a Česká republika v době "na rozhraní" : Rozhovor se třinácti osobnostmi české vědy, kultury a politiky. Praha: Academia, 2018. 176 s. ISBN 978-80-200-2896-9.
- Věk nerovnováhy: klimatická změna, bezpečnost a cesty k národní resilienci. Praha: Academia, 2019. 348 s. ISBN 978-80-200-2930-0.
- Stvořené pro věčnost : největší objevy české egyptologie. Praha: Univerzita Karlova. Filozofická fakulta, 2019. 388 s. ISBN 978-80-730-8878-1.
- Sluneční králové: studie. Praha: Národní muzeum, 2020. 367 s. ISBN 978-80-7036-636-3.
- 2022 – film Civilizace, dobrá zpráva o konci světa (s Petrem Horkým[9]